# Phintella chunfen
Espèce
Phintella chunfen est une espèce d'araignées aranéomorphes de la famille des Salticidae.

## Distribution
Cette espèce est endémique du Hunan en Chine,. Elle se rencontre dans le xian de Yizhang.

## Description
La carapace du mâle holotype mesure 1,82 mm de long sur 1,44 mm et l'abdomen 1,93 mm de long sur 1,23 mm.

## Systématique et taxinomie
Cette espèce a été décrite par Yang, Wang et Zhang en 2024.

## Publication originale
- (en) Yang, Wang et Zhang, « On a new genus and seven species of Chrysillini from China (Araneae: Salticidae: Salticinae) », Zootaxa, no 5477 (2),‎ 2024, p. 101-135